# Gestión de recursos hídricos en México
El manejo de los recursos hídricos es una de las preocupaciones más importantes de México y le está produciendo costos elevados a la economía. Las áridas regiones del noroeste y centro del país agrupan el 77% de la población de México y generan el 85% del producto interior bruto (PIB). Las pobres regiones del sur tienen abundantes recursos hídricos. Las aguas superficiales y subterráneas están sobreexplotadas y contaminadas, lo que produce una insuficiente disponibilidad de agua para apoyar el desarrollo económico y para la sostenibilidad medioambiental. El país ha introducido un sistema para el manejo de los recursos hídricos que incluye tanto a las instituciones centrales (federales) como a las descentralizadas (cuenca y locales).

## Historia del manejo de los recursos hídricos y desarrollos recientes
México cuenta con una larga y bien arraigada tradición de manejo de los recursos hídricos que comenzó en los años 30 cuando el país comenzó a realizar grandes inversiones en instalaciones para almacenamiento de agua y para el desarrollo de aguas subterráneas para expandir el riego y el abastecimiento de agua a una población en rápido crecimiento.
El Código Agrario de 1934, promulgado durante la administración de Cárdenas (1934-1940), instauró el poder del gobierno federal para definir el “interés público” por el cual se podía explotar el agua. En virtud de dicha legislación, entre los años 30 y 70, la comunidad rural y los ejidos estaban sujetos al control federal directo sobre el agua. Los propietarios privados de tierras, por otro lado, aprovechaban los beneficios de la infraestructura de riego federalmente subsidiada y los precios garantizados de mercado. Con el tiempo, los grandes propietarios de tierras se capitalizaron en gran medida, mientras los pequeños propietarios, hacia la década de los 70, sufrían los efectos de los monopolios de agua.
En los 70, el gobierno mexicano firmó un acuerdo tripartito con el Banco Mundial y el Programa de las Naciones Unidas para el Desarrollo para preparar el Plan Hidrológico Nacional (PHN) de 1975, que identificó las necesidades para promulgar una Nueva Ley del Agua y una Autoridad Nacional del Agua (ANA), así como para descentralizar responsabilidades y promover la participación del usuario del agua en la operación y el mantenimiento (OyM). El PHN promovió un considerable desarrollo institucional y logros en infraestructura: (i) la transferencia de responsabilidades del gobierno federal sobre el abastecimiento de agua y saneamiento a las municipalidades y los estados en 1983, (ii) se creó el Instituto Mexicano de Tecnología del Agua en 1986, (iii) en 1988 se creó la Comisión Nacional del Agua ( CONAGUA) y (iv) en 1989 se creó el primer Consejo de Cuencas en Lerma-Chapala, constituido por usuarios del agua de varios sectores.
Durante la década de los 90, se produjo un rápido desarrollo de aguas subterráneas y extracción acuífera para la demanda combinada agrícola, urbana e industrial. El gobierno federal también descentralizó la responsabilidad sobre grandes infraestructuras de riego hacia agencias autónomas (distritos de riego). 
En 1992, México adoptó la Ley de Aguas Nacionales (LAN), que contenía disposiciones específicas para la función de CONAGUA, la estructura y funcionamiento de los consejos de cuenca, la participación pública en el manejo del agua, etc. En 1993 se finalizó el sistema Cutzamala, uno de los proyectos de extracción más grandes del mundo. El sistema Cutzamala bombea 19m3 de agua por segundo al área metropolitana de la Ciudad de México.
En 1997 se creó el primer comité técnico de aguas subterráneas para administrar una capa acuífera sobreexplotada en el estado de Guanajuato.
Con la modificación en 2004 de la Ley Nacional del Agua, las trece regiones descentralizadas de la CNA se convirtieron en organizaciones de cuencas que funcionaban como el brazo técnico de un consejo de cuencas más amplio que comprendían los intereses de la sociedad civil, incluidos el sector privado y los grupos de ciudadanos.

## Base de recursos hídricos

### Recursos de hídricos superficiales y subterráneos

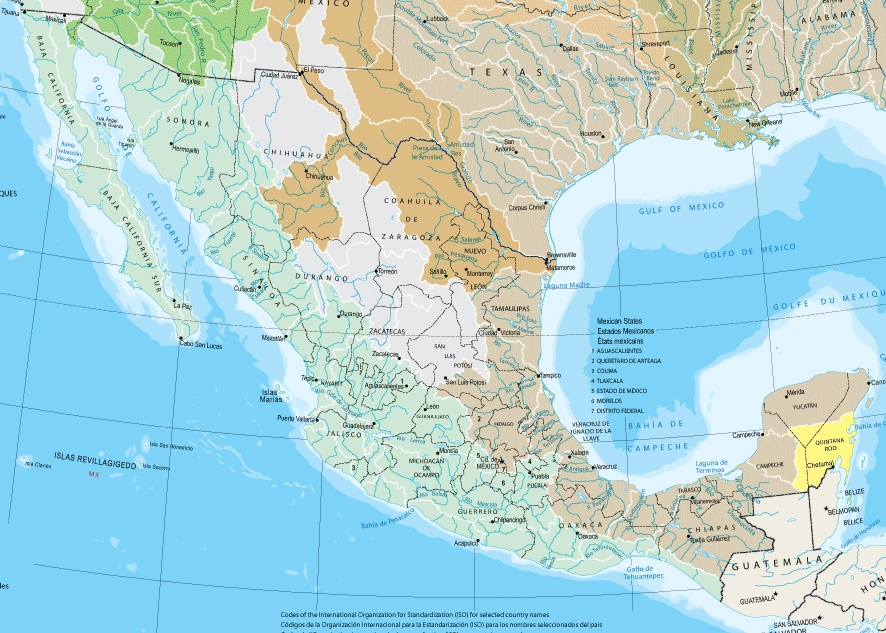

Cuenca de México. Las cuencas en verde desembocan en el Pacífico; en marrón, en el Golfo de México y en amarillo en el Mar Caribe. Las grises indican cuencas interiores que no desembocan en el mar.
Los recursos hídricos internos renovables de México per cápita son 4016m3, que se encuentran por debajo del promedio de la región de Centroamérica y Caribe, 6645m3.
Un volumen de 396km3 de agua al año fluye a través de los ríos de México, incluyendo las importaciones desde otros países y excluyendo las exportaciones. Un 65% de esta escorrentía superficial se produce en siete ríos. Grijalva, Usumacinta, Papaloapan, Coatzacoalcos, Balsas, Panuco, Santiago y Tonala, cuya área total de cuencas representa el 22% de la superficie total del país. Los ríos Balsas y Santiago desembocan en el Océano Pacífico, mientras que los otros cinco desembocan en el Golfo de México.
La media anual histórica de precipitaciones (1941-2004) es 773mm, con un 77% del total de precipitaciones que se producen entre junio y octubre. Poco más del 70% del agua de lluvia en México se evapotranspira y regresa a la atmósfera. El resto se escurre por los ríos y arroyos o se infiltra al subsuelo y recarga las aguas subterráneas.
México comparte tres cuencas (Colorado, Bravo/Grande y Tijuana) con Estados Unidos de América (EE. UU.), cuatro con Guatemala (Grijalva, Usumacinta, Suchiate, Coatan y Candelaria) y uno con Belice y Guatemala (Río Hondo). Las aguas se comparten con EE. UU. de acuerdo con lo estipulado en el Tratado sobre la utilización de las aguas de los Ríos Colorado, Tijuana y Río Grande, firmado en 1944. 
Las aguas subterráneas representan el 64% del volumen de abastecimiento de agua pública, el 33% de toda el agua utilizada para agricultura y ganado y el 24% del agua utilizada por industrias autoabastecidas. En México hay 653 acuíferos de agua subterránea. CONAGUA estima que la cantidad total de recarga de agua subterránea se encuentra alrededor de 77km3 al año, 36,4% de la cual (aproximadamente 28km3 al año) se utiliza realmente. Este porcentaje medio no representa del todo la situación de la región árida, donde el balance negativo amenaza el uso sostenible de los recursos de agua subterránea.
El agua subterránea es una fuente de abastecimiento clave para muchos usuarios de la región árida o de algunas ciudades donde es el único recurso hídrico disponible. Cerca del 71% de las aguas subterráneas se utilizan en agricultura, el 20% en abastecimiento urbano de agua y 3% para uso doméstico y para animales.

### Capacidad de almacenamiento e infraestructura
México cuenta con 4.000 presas y otros tipos de infraestructura hidráulica con una capacidad de almacenamiento de 180km3, que representa el 44% del caudal anual. En las regiones áridas, las presas se utilizan generalmente para riego. En las regiones húmedas, las presas se utilizan generalmente para generación de electricidad. En México, las presas también representan un medio para la protección ante inundaciones. Aproximadamente 63 presas tienen una capacidad de almacenamiento de más de 100 millones de metros cúbicos (81.000 pies-acre) y representan el 95% de la capacidad de almacenamiento de México. Las mayores presas son La Angostura (20.217 millones m²), Nezahualcóyotl (14.028 millones de m²), Chicoasén (11.883 millones de m²) e Presa Infiernillo (11.860 millones de m²). (Centro Virtual de Información del Agua)
México cuenta con aproximadamente 70 lagos con una capacidad de almacenamiento de 14km3. El más grande, el lago de Chapala, tiene una capacidad de almacenamiento de 8126hm3. 

Principales lagos y capacidad de almacenamiento
| Lago           | Superficie de la cuenca fluvial km² | Capacidad de almacenamiento hm³ | Ente federal        |
| -------------- | ----------------------------------- | ------------------------------- | ------------------- |
| Chapala        | 1116                                | 8126                            | Jalisco y Michoacán |
| Cuitzeo        | 306g                                | 920                             | Michoacán           |
| Pátzcuaro      | 97                                  | 550                             | Michoacán           |
| Yuriria        | 80                                  | 188                             | Guanajuato          |
| Catemaco       | 75                                  | 454                             | Veracruz            |
| Tequesquitengo | 8                                   | 16                              | Morelos             |
| Nabor Carrillo | 10                                  | 12                              | México              |

Fuente: CONAGUA

## Calidad del agua
Según el índice de calidad del agua, el 96% de los cuerpos de agua superficial de México tiene diferentes niveles de contaminación. La OCDE estima que el costo económico por la contaminación del agua en México es de 6.000 millones US$ al año. El problema es más grave en la región del Valle de México, donde el 100% de los cuerpos de agua presentan diferentes niveles de contaminación, 18% de los cuales están muy contaminados. La baja calidad del agua se debe a que no se trata la descarga de vertidos industriales y de aguas servidas de los municipios en ríos y lagos, al depósito de desechos sólidos a lo largo de las márgenes de los ríos, a la filtración incontrolada de vertederos antihigiénicos y a la contaminación sin sentido principalmente de la producción agrícola.
CONAGUA también ha detectado la infiltración de aguas servidas municipales sin tratamiento en 8 acuíferos, de hierro y magnesio en 2 y de arsénico en uno de la región Lagunera. En los acuíferos sobreexplotados, la contaminación tiende a empeorar con el paso del tiempo ya que la reserva de agua superficial se agota. Éste es el caso de la región Lagunera, donde se encontraron concentraciones de 0,09 a 0,59 mg/l de arsénico en el agua potable, niveles que son superiores a los permitidos de 0,05 mg/l. 
Además, la información sobre la calidad del agua, proporcionada por el Registro Público de Derechos del Agua, muchas veces no es confiable y las series de datos son insuficientes.

## Manejo de los recursos hídricos por sector
Extracción de agua por sector en 2005
| Agricultura (a)                                                                        | 39545.0 | 19176.0 | 58721.3 | 76.8 |
| Doméstica                                                                              | 3879.0  | 6824.5  | 10703.5 | 14.0 |
| Industrial (d)                                                                         | 5347.2  | 1736.4  | 7083.6  | 9.3  |
| Total                                                                                  | 48771.5 | 27736.9 | 76508.4 | 100  |
| Source: CONAGUA (a) Incluidos ganado y acuicultura (b) Incluida energía hidroeléctrica |         |         |         |      |

### Agua potable y saneamiento
En 1998, el consumo doméstico representó el 17% de la extracción de agua superficial en México. Durante la década pasada, el sector de abastecimiento de agua y saneamiento de México realizó grandes avances en cuanto a la cobertura del servicio. En áreas urbanas se estima que casi el 100% de la población tiene acceso al abastecimiento de agua mejorada y el 91% a saneamiento adecuado. En zonas rurales, los porcentajes respectivos son 87% para el agua y 41% para el saneamiento. Los niveles de cobertura son especialmente bajos en las regiones del sur. (Véase también Agua potable y saneamiento en México)

## Riego y drenaje
En 1998, la agricultura representó el 78% de la extracción de agua superficial en México. Un total de 6,2 millones de hectáreas (15,3 millones de acres) cuentan con infraestructura de riego (22,9% de la superficie agrícola total), de las cuales 5,5 millones de hectáreas (13,6 millones de acres) se riegan realmente. En 1997, 5,8 millones ha (14,3 millones de acres) utilizaron riego de superficie, 0,3 millones ha riego por aspersión y 0,1 millones ha riego localizado. La irrigación ineficaz ha generado problemas de drenaje subterráneo y salinización en 3841,63 kilómetros cuadrados (949 287 acre) d. C. una superficie total de riego de 62 560 kilómetros cuadrados (15 458 899 acre). (Véase también Riego en México).

### Energía hidroeléctrica
El sector eléctrico en México se basa en gran medida en fuentes térmicas (74% de la capacidad instalada total), seguido por la generación hidroeléctrica (22%). La mayor planta hidroeléctrica de México es Manuel Moreno Torres, en Chicoasén, Chiapas, con 2300 MW. Esta es la cuarta planta de energía hidroeléctrica más productiva del mundo. Véase también Sector eléctrico en México.

### Ecosistemas acuáticos

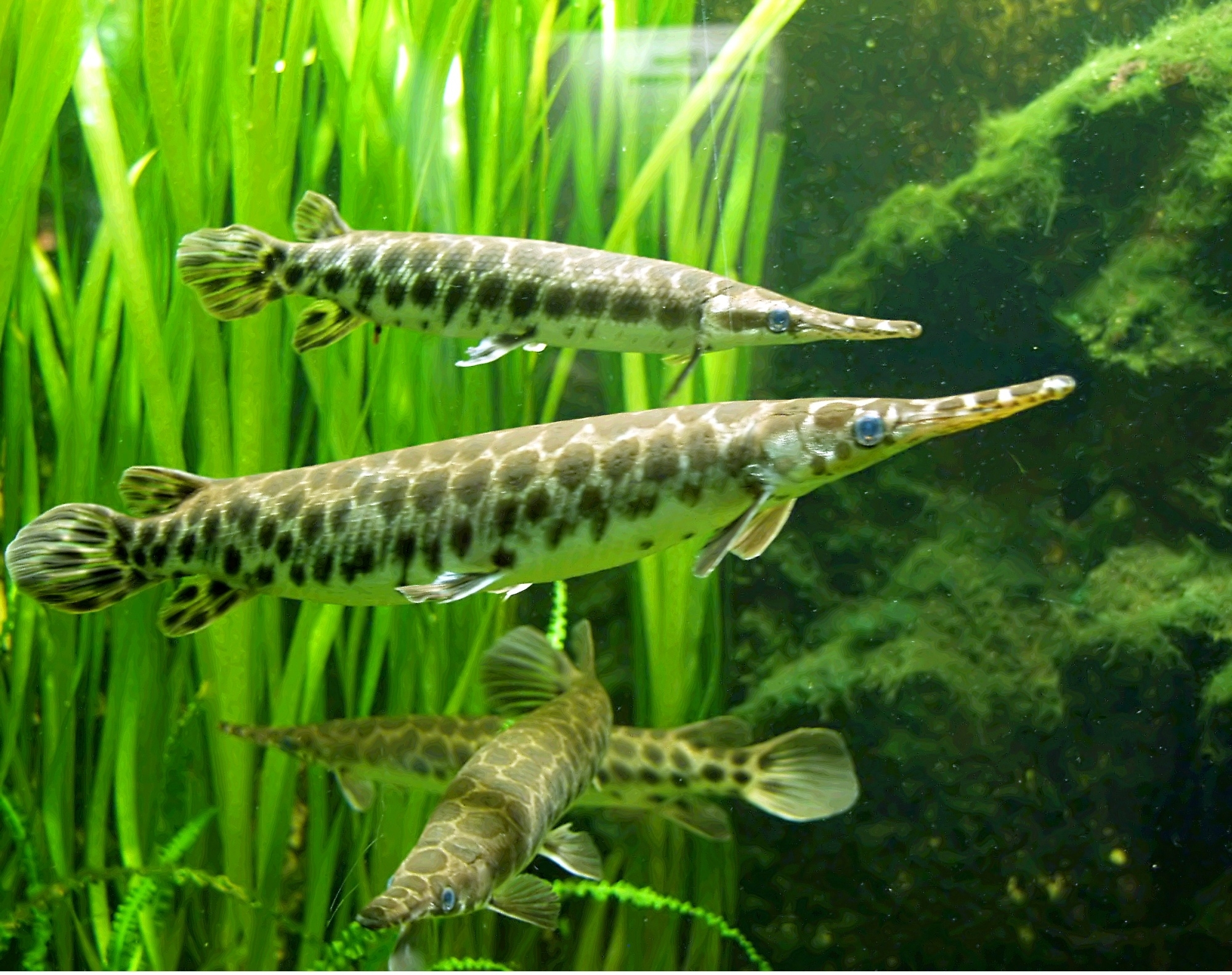
Un Lepisosteus, una de las especies endémicas de México.

En México hay aproximadamente 70 lagos que abarcan una superficie total de 3700km2. Algunos de estos lagos, especialmente en el Este, son de origen volcánico y cuentan con muchas especies endémicas. El lago de Chapala, el más grande de México, se considera la región de prioridad hidrológica para conservación de la biodiversidad debido a sus 39 especies locales, 19 de las cuales son endémicas. La laguna de Catemaco, ubicada en Veracruz, tiene 12 especies nativas, de las cuales 9 son endémicas.
En México, los humedales son ecosistemas dinámicos, complejos y productivos. En la Convención de RAMSAR sobre Humedales se encuentran registrados los seis principales: Río Lagartos (Península de Yucatán), Cuatrocienagas (Coahuila), La Encrucijada (Chiapas), el humedal de Nayarit y Sinaloa, Pantanos de Centla (Tabasco) y el Río Colorado (Baja California). 
Los cenotes, pozos formados con agua superficial, albergan una cantidad de especies únicas, desde bacterias, algas y protozoos (por ejemplo, copépodos, cladóceros y rotíferos) hasta vertebrados (por ejemplo, lepisosteus). Los cenotes son el principal recurso hídrico para muchas comunidades mayas antiguas y contemporáneas ya que no hay ríos y hay muy pocos lagos en la península.

## Marco legal e institucional

### Marco legal
La principal ley que rige el manejo de los recursos hídricos en México es la Ley Nacional del Agua (LNA) de 1992, modificada el 29 de abril de 2004.
Según esta Ley, las funciones principales del sector son responsabilidad del gobierno federal a través de la Comisión Nacional del Agua (CNA o CONAGUA). La LNA posibilitó la implantación de un marco regulador que intenta incentivar una mayor eficiencia y una percepción más precisa del valor social, económico y medioambiental de este recurso. Por lo tanto, los usuarios de aguas nacionales operan dentro de un marco de derechos y obligaciones que están claramente definidos en tres instrumentos básicos:
- Títulos de concesión o asignación, que establecen los derechos para extraer, utilizar o usufructuar un volumen específico de agua.
- Permisos para la descarga de aguas servidas. Estos instrumentos establecen la concesión bajo la cual los autorizados pueden disponer de las aguas servidas.
- Inscripción en el Registro Público de Derechos de Agua (REDPA) tanto de los títulos de concesión o asignación como de los permisos para descargar las aguas servidas, que proporciona a los derechos otorgados a los usuarios del agua una mayor certeza y asistencia desde un punto de vista legal.

### Marco institucional
Las principales responsabilidades del manejo de los recursos hídricos se ha asignado a tres grupos de instituciones: (i) la Comisión Nacional del Agua (CONAGUA), a nivel federal; (ii) Comisiones Estatales del Agua (CEA), a nivel estatal y (iii) autoridades y consejos de cuenca.
CONAGUA es la institución de mayor nivel en cuanto al manejo de los recursos hídricos en México; incluye las políticas sobre el agua, derechos sobre el agua, planificación, desarrollo de riego y drenaje, abastecimiento de agua y saneamiento y manejo de emergencias y desastres (con énfasis en inundaciones). Su misión es gestionar y preservar los recursos hídricos nacionales, con la participación de la sociedad, para lograr un uso sostenible del recurso. 
Se encuentra formalmente bajo la autoridad de la Secretaría de Medio Ambiente y Recursos Naturales (SEMARNAT), pero goza de una considerable autonomía de facto. Emplea 17.000 profesionales, tiene 13 oficinas regionales y 32 oficinas estatales y contó con un presupuesto anual de 1.200 millones US$ en 2005. También administra directamente algunas instalaciones hidráulicas clave, como el acueducto Cutzamala que abastece un gran porcentaje del agua utilizada en el Área Metropolitana de la Ciudad de México. La CNA también posee y opera la mayoría de las presas de México y opera la red de control de agua del país.
Las CEA son entes autónomos que generalmente se encuentran bajo la autoridad del Ministerio de Obras Públicas del estado. Sus atribuciones son diferentes entre los distintos estados y pueden incluir el manejo de los recursos hídricos, riego y suministro de agua y de servicios de saneamiento. 
Los recientemente creados Organismos de Cuenca (OC) se formarán a partir de las 13 Oficinas Regionales de CONAGUA existentes y se espera que sean responsables de formular políticas regionales, diseñar programas para implementar esas políticas, realizar estudios para evaluar y valorar los recursos financieros generados dentro sus límites (tarifas por uso de agua y servicios), recomendar y cobrar tasas específicas para las tarifas por uso del agua. Se espera que los consejos de cuenca (CC), junto con CONAGUA, guíen el trabajo de los OC. Hay un total de 25 CC que han sido establecidos con los mismos límites de cuencas que las OC.

### Estrategia del gobierno
La enmienda del año 2004 a la Ley Nacional del Agua (LNA) tiene como objetivo la reestructuración de las funciones más importantes de CONAGUA a través de la transferencia de responsabilidades del nivel central a entes subnacionales: los Organismos de Cuenca (OC) y consejos de cuenca (CC). Se espera que los OC y CC cumplan una función más importante en el sector, limitando la función de CONAGUA a la administración de la LNA, al manejo de la política nacional del agua y a actividades de planificación, supervisión, apoyo y regulación. 
La Ley Nacional del Agua también introdujo un Sistema Financiero del Agua (SFA). CONAGUA creará, junto con el Ministerio de Finanzas, los instrumentos apropiados para determinar fuentes de financiamiento, pautas de gastos, recuperación de costos, establecimiento de cuentas y de indicadores de manejo. 

## Precio del agua, recuperación de costos y subsidios
México no cuenta con un marco de políticas nacionales coherente para establecer y relacionar tarifas, subsidios y objetivos de recuperación de costos de agua y saneamiento. La ausencia de políticas abarcadoras produce una gran variación en el grado de recuperación de costos y subsidios entre las distintas regiones. Las tarifas se encuentran por debajo de los costos: la forma más común de subsidio al usuario de abastecimiento de agua y saneamiento. 
Los proveedores del servicio de agua cobran tarifas de usuarios industriales y comerciales con las cuales casi recuperan el costo total y subsidian en forma cruzada a los usuarios residenciales. La tarifa media entre los usuarios, 0,32 US$/m³ (0,24 US$/yd cu), es la mitad de la media para América Latina y Caribe, 0,65 US$/m³ (0,50 US$/yd cu).
El nivel de eficiencia de cobro en México se ha estimado en 72%, muy por debajo de los niveles alcanzados en los países desarrollados (OCDE 95%). Se estima que el cobro de tarifas por abastecimiento de agua y saneamiento en 2002 fue de 1.540 millones US$. Los ingresos facturados se estimaron entre 2.140 y 2.900 millones US$.
Aproximadamente el 31% de los usuarios de agua no se miden y se les cobra una tarifa fija, independientemente del consumo, diferenciada por barrio.

## Riesgos relacionados con el agua

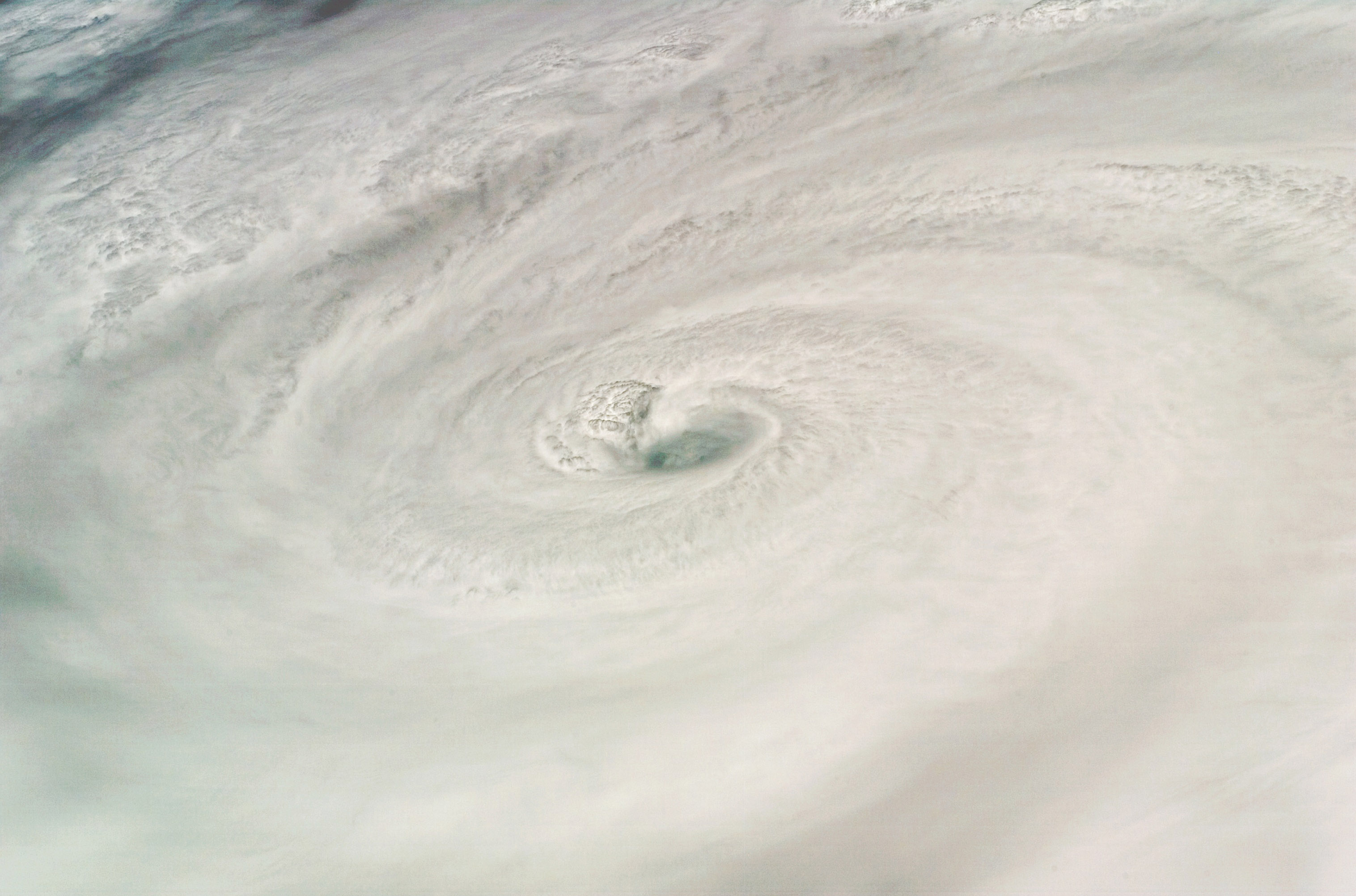
El huracán Dean fotografiado por astronautas de la Estación Espacial Internacional.

México es propenso a sufrir diversos sucesos climáticos, incluidos huracanes, tanto en la costa del Pacífico como del Caribe. Los huracanes contribuyen a recargar los reservorios superficiales y subterráneos, lo que aumenta las reservas de agua para las ciudades, la irrigación y la generación de electricidad. Los huracanes también suponen una amenaza para la distribución de servicios, las infraestructuras y, en última instancia, para los ecosistemas y la vida humana. La situación se ve agravada por la deforestación aguas arriba así como por los asentamientos humanos ubicados en las áreas propensas a las inundaciones.

Con más del 85% del territorio mexicano definido como tierra árida o semiárida, y un promedio de precipitaciones interanual muy variable, México también es propenso a sufrir sequías, especialmente en el área del norte.
Las sequías más severas de México ocurridas en décadas recientes coinciden con las variaciones en la temperatura superficial del Pacífico asociadas con El Niño. Los impactos económico, social y ambiental de las sequías en México son notables. En 1996, cuatro años de precipitaciones más escasas de lo normal produjeron pérdidas en la agricultura estimadas en 1000 millones US$ y un conflicto político interestatal entre Sonora y Sinaloa.

## Posibles impactos del cambio climático

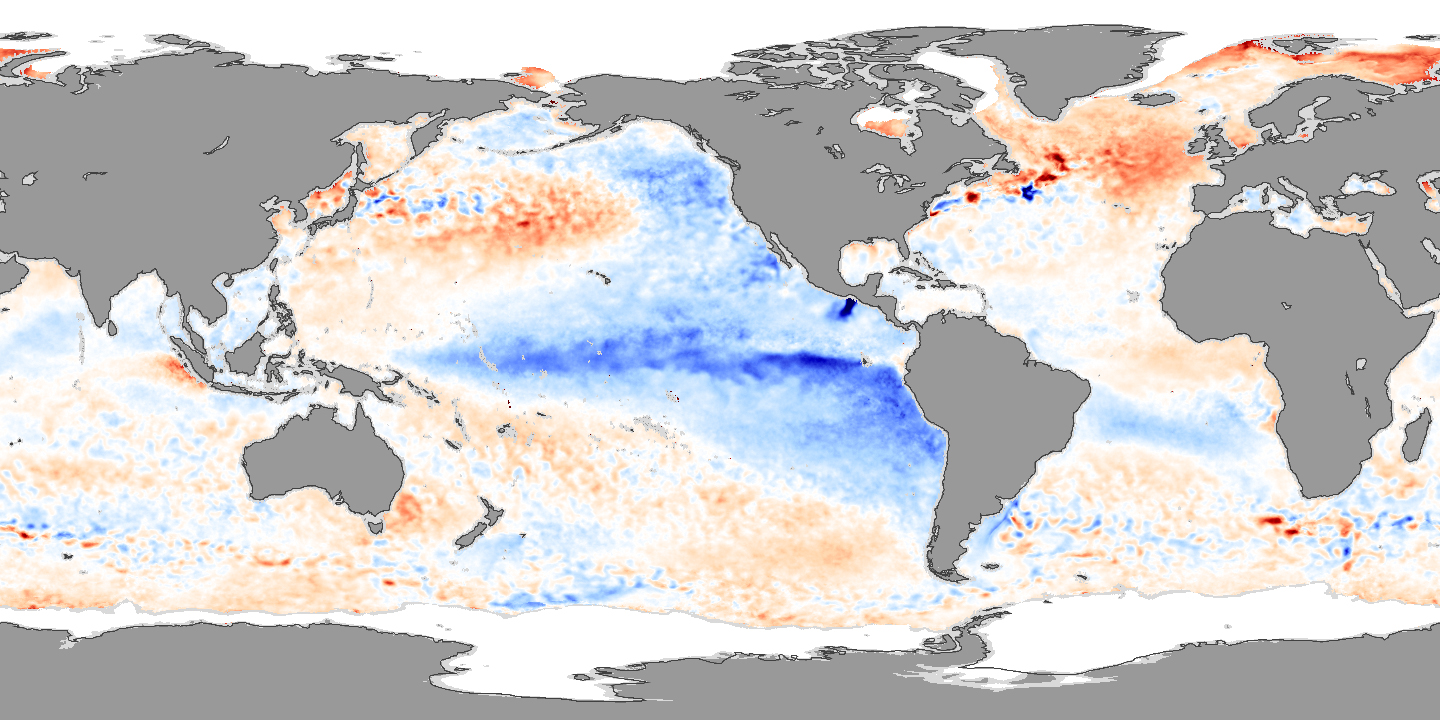
Anomalías en la temperatura superficial del mar en noviembre de 2007 que muestra las condiciones para La Niña.

El cambio climático producirá una disminución del caudal de agua y un aumento de la demanda de agua debido a las crecientes temperaturas, las disminución de las precipitaciones y condiciones climáticas más extremas, tales como sequías e inundaciones debido a Oscilación del Sur El Niño y La Niña. 
El Grupo Intergubernamental de Expertos sobre el Cambio Climático (IPCC) estima que las temperaturas aumentarán entre 1 y 6 grados Celsius. El Instituto Mexicano de Tecnología del Agua espera, para 2050, una disminución del 7-12% en el nivel de precipitaciones en las cuencas del sur, del 3% en la cuenca del Golfo de México y del 11% en la cuenca central. Se estima que las precipitaciones continuarán disminuyendo en el transcurso de los próximos 50 años. Un flujo hidrográfico disminuido también contribuirá a una mayor evapotranspiración. También se espera un aumento en la cantidad de huracanes de categoría 5.
Durante algunos años de El Niño/La Niña, las precipitaciones invernales pueden ser tan grandes que el flujo de los cursos de agua y los niveles del agua pueden superar los observados durante el verano. Por el contrario, las sequías de verano durante estos sucesos pueden provocar un déficit grave en los niveles de los reservorios y en la producción de maíz que se alimenta de las lluvias. Los costos estimados de las anomalías climáticas asociadas con El Niño en México durante 1997, cuando 2 millones ha (5 millones de acres) se vieron gravemente afectadas por una dura sequía, fueron de 900 millones US$, en particular en las actividades agrícolas.

## Programas e iniciativas en curso
El Banco Mundial contribuye actualmente con 28,5 millones US$ en un Proyecto de adaptación al cambio climático en el Golfo de México. () Este proyecto tiene como objetivo formular e implantar acciones políticas de adaptación y medidas específicas en sistemas representativos de humedales del Golfo de México para proteger sus funciones ambientales y su rica biodiversidad contra los impactos relacionados con el cambio climático. También intenta mejorar la base de conocimiento para evaluar con un mayor grado de certeza los impactos anticipados del cambio climático en los recursos hídricos del país, centrándose principalmente en los humedales costeros y en las cuencas internas relacionadas.
En noviembre de 2007, el Banco Interamericano de Desarrollo aprobó un proyecto de 200.000 US$ para apoyar un programa para emergencias por inundaciones en Tabasco. En septiembre de 2007, aprobó un proyecto de 200.000 US$ para apoyar un programa de socorro por los daños provocados por el huracán Dean.